# Edikt des Tiberius Iulius Alexander
Das Edikt des Tiberius Iulius Alexander war eine bedeutende Rechtsquelle des in Ägypten verpflichteten praefectus Aegypti Tiberius Iulius Alexander, Sohn des gleichnamigen Zöllners, aus dem Jahr 68 n. Chr. Überliefert ist das Edikt vornehmlich inschriftlich, kleinere Teile sind papyrologisch festgehalten.

## Bedeutung des Edikts
Zahlreiche Papyri und epigraphische Belege führen Nachweis darüber, auf welche Weise die Provinzstatthalter Ägyptens ihr ius edicendi ausübten. Umfasst davon ist die Befugnis allgemeine und spezifische Anordnungen zu treffen. Für die Forschung sind derartige Dokumente wertvoll, denn sie ergänzen die von den justinianischen Kodifikationen grundvermittelten Kenntnisse des römischen Rechts.
Das Edikt des Tiberius Iulius Alexander ist ein umfangreicher und recht komplexer Maßnahmenkatalog. Der Urheber hatte erkennbar mehrfache Überarbeitungen an ihm vorgenommen. Das schlägt sich in zahlreichen Änderungen, Berichtigungen und Klärungen nieder. Einer kardinalen Würdigung unterlagen die zahlreichen fiskalischen Missbrauchstatbestände. In der Praxis begegnete den Rechtshütern nämlich häufig, dass gefürchtete Liegenschaftsverwalter rechtmäßig eingeräumte Hypotheken einfach wieder kassierten oder die erneute Rückzahlung bereits getilgter Darlehen erzwangen. Unter Heranziehung willkürlicher Begründungen wurden auch Käufe wieder rückgängig gemacht, etwa mit der Behauptung, dass der Kontrahierungspartner Beamter gewesen sei, der sich seinerseits beim Staat verschuldet habe, sodass der Käufer oder Verkäufer im weitesten Sinne selbst drohe Staatsschuldner zu werden. Derartigen Amtsvergehen sollte durch das Edikt Einhalt geboten werden.
Auch im Privatrecht stellten sich dem Präfekten diffizile Fragen. Wie sollte er mit der unzulässigen Inhaftierung eines Privatschuldners umgehen, der Forderungen abtreten musste, die überhaupt erst zu den Vermögensnachteilen geführt hatten. Fraglich war auch, in welchem Umfang der Fiskus in Bezug auf private Erwerbsgeschäfte von Vollstreckungsprivilegien profitieren sollte, oder mit welchen Vollstreckungsprivilegien eine Frau in Bezug auf ihre Mitgiftforderung rechnen dürfe.

## Einflüsse ptolemäischen Rechts
Auf Papyri festgehaltene Präfektenedikte, die Rechtsgeschäfte zu Liegenschaften betrafen, wurden in Ägypten in staatlichen Besitzarchiven gesammelt und aufbewahrt. Die Einrichtung der Archive folgte dem Bürokratismus des ptolemäischen Vorbilds. In diversen Edikten, etwa denen des Marcus Mettius Rufus, des Sulpicius Similis oder des Flavius Titianus aus den Jahren 89, 109 und 127, wurde zu Grundprinzipien der Funktionsweise der Besitzarchive ausgeführt. Heute tragen sie als wichtige – in griechischer Sprache verfasste – Quellen für das Verständnis des Archivwesens bei.
Aufgrund der ptolemäischen Einflüsse auf das römische Reichsrecht, geht man – soweit die Prämisse der Diskussion mangels Belegen in den Quellen nicht selbst schon zur Disposition gestellt wird – in der Forschung zum Teil auch davon aus, dass die an das Annuitätsprinzip gebundene Verbindlichkeit der Edikte – jedenfalls in Ägypten – aufgehoben war, möglicherweise untergraben wurde. Kaum anders lässt sich der Widerspruch zur römisch-rechtlichen Tradition und zu den prätorischen Edikten erklären, die im Grundsatz nach der Amtszeit des Prätors unwirksam wurden. Für Edikte des ausscheidenden Präfekten galt der Zusammenfall des Endes von Amtszeit und Ende der Wirksamkeit seines Maßnahmenkatalogs wohl nicht. Seine Maßnahmen blieben wirksam. Andere wiederum vermuten, dass die Fortwirkung der Edikte aus der Eigenschaft eines konstitutiven Vorbilds oder Musters (exemplum) herrühre, wie sie kaiserlichen Reskripten zukomme, argumentativ dadurch gestützt, dass den ptolemäischen Königen die Präfekten lediglich nachfolgten.